# Fatumeta (Stadtteil)
Fatumeta ist ein Stadtteil der osttimoresischen Landeshauptstadt Dili. Er liegt im Sucos Bairro Pite (Verwaltungsamt Dom Aleixo, Gemeinde Dili).

## Lage
Fatumeta befindet sich im Westen des Sucos Bairro Pite. Grob liegt der Stadtteil zwischen Avenida de Hudi-Laran im Norden, der Rua de Bairro Pite und dem Stadtteil Kakaulidung im Osten und dem Suco Comoro im Westen. Nach Süden liegt offenes Gelände, so dass eine Abgrenzung schwerfällt. In etwa kann man die Aldeias Fatumeta, Niken, 5 de Outubro, Haburas, We Dalac, Rainain, Hale Mutin und Frecat zum Stadtteil rechnen. Der Stadtteil Fatumeta liegt in einer Meereshöhe von 50 m.

## Einrichtungen
In 5 de Outubro befindet sich an der Avenida de Manleuana im Osten eine Schule, in Haburas die Kirche der Bethel Church Timor-Leste (LGCC) und in We Dalac die Kapelle Surikmas (Surik Mas). In Frecat liegt der Sitz des Sucos Bairro Pite und das Krankenhaus Maloa.
Im Osten von Rainain befindet sich die katholische Grundschule Fatumeta und im Nordwesten im Palm Business & Trade Centre, die Vertretung der Europäischen Union mit den Büros der Delegation der Europäischen Union.
Außerdem liegt in Fatumeta das Priesterseminar Peter und Paul, das Instituto Filosofia e Teologia Dom Jaime Garcia Goulart (ISFIT) und die Einrichtungen des Medienunternehmens Suara Timor Lorosa’e Corporation.